# Список млекопитающих Южной Георгии и Южных Сандвичевых Островов
Это список видов млекопитающих, зарегистрированных в Южной Георгии и Южных Сандвичевых островах. В Южной Георгии и Южных Сандвичевых Островах насчитывается 21 вид млекопитающих, из которых нет видов, находящихся на грани исчезновения, 1 — под угрозой исчезновения и нет видов, являющихся уязвимыми или близкими к уязвимому положению.
Следующие теги используются для выделения статуса сохранения каждого вида по оценке МСОП:
- — вымершие в дикой природе виды
- — исчезнувшие в дикой природе, представители которых сохранились только в неволе
- — виды на грани исчезновения (в критическом состоянии)
- — виды под угрозой исчезновения
- — уязвимые виды
- — виды, близкие к уязвимому положению
- — виды под наименьшей угрозой
- — виды, для оценки угрозы которым не хватает данных

Некоторые виды были оценены с использованием более ранних критериев. Виды, оцененные с использованием этой системы, имеют следующие категории вместо угрожаемых и наименее опасных:
| LR/cd | Lower risk/conservation dependent | Виды, которые были в центре внимания программ сохранения и, возможно, перешли в категорию более высокого риска, если эта программа была прекращена. |
| LR/nt | Lower risk/near threatened        | Виды, которые близки к тому, чтобы классифицироваться как уязвимые, но не являются объектом программ сохранения.                                    |
| LR/lc | Lower risk/least concern          | Виды, для которых не существует идентифицируемых рисков.                                                                                            |

## Подкласс:Звери

### Инфракласс:Плацентарные

#### Инфраотряд:Китообразные(киты)
- Парвотряд: Усатые киты
  - Семейство: Гладкие киты
    - Род: Южные киты

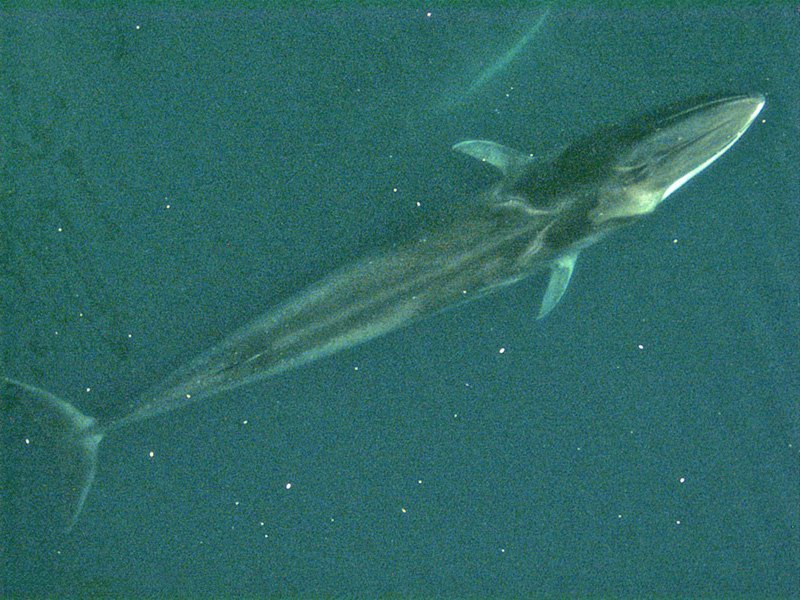
Финвал

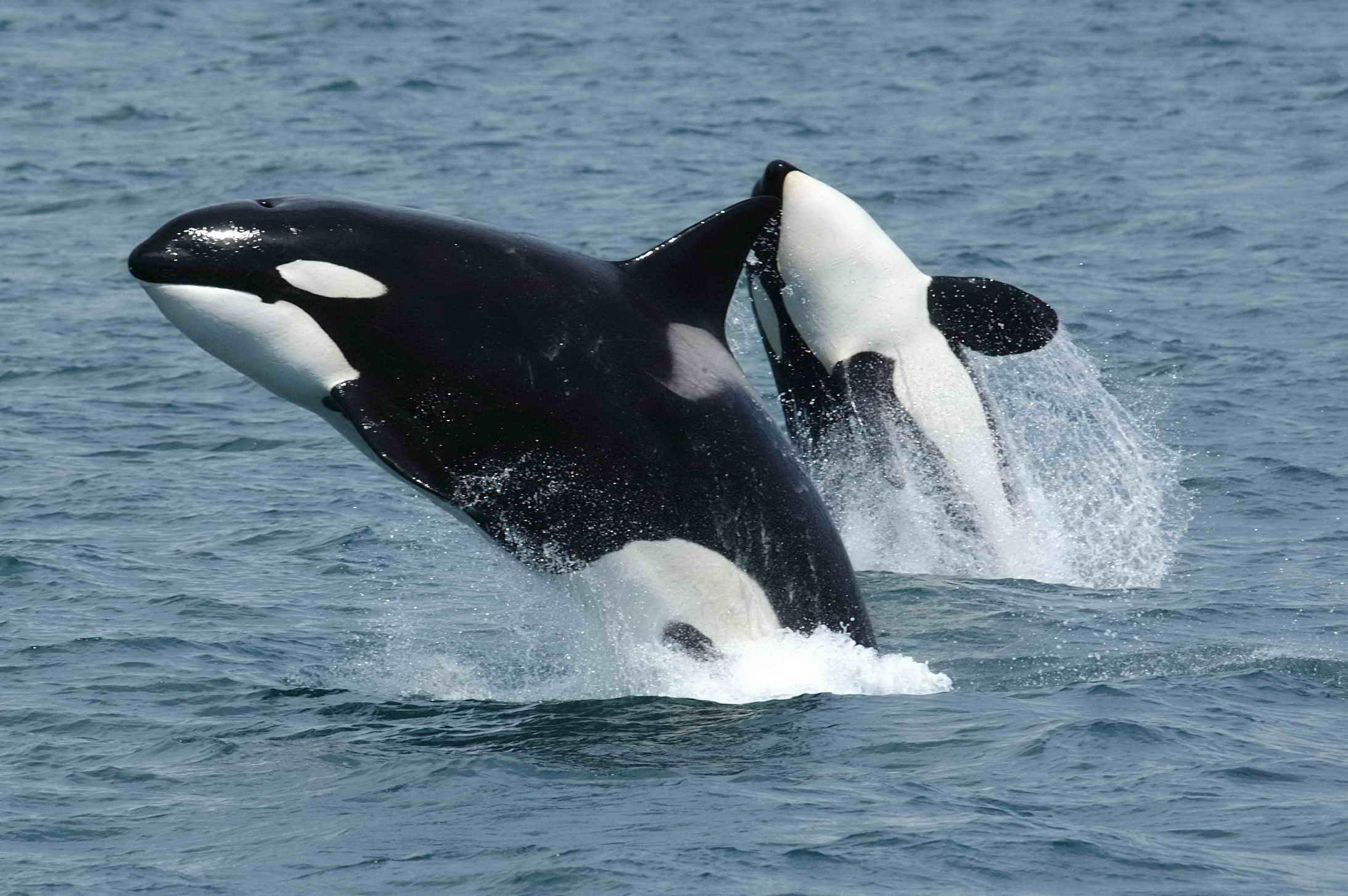
Косатка

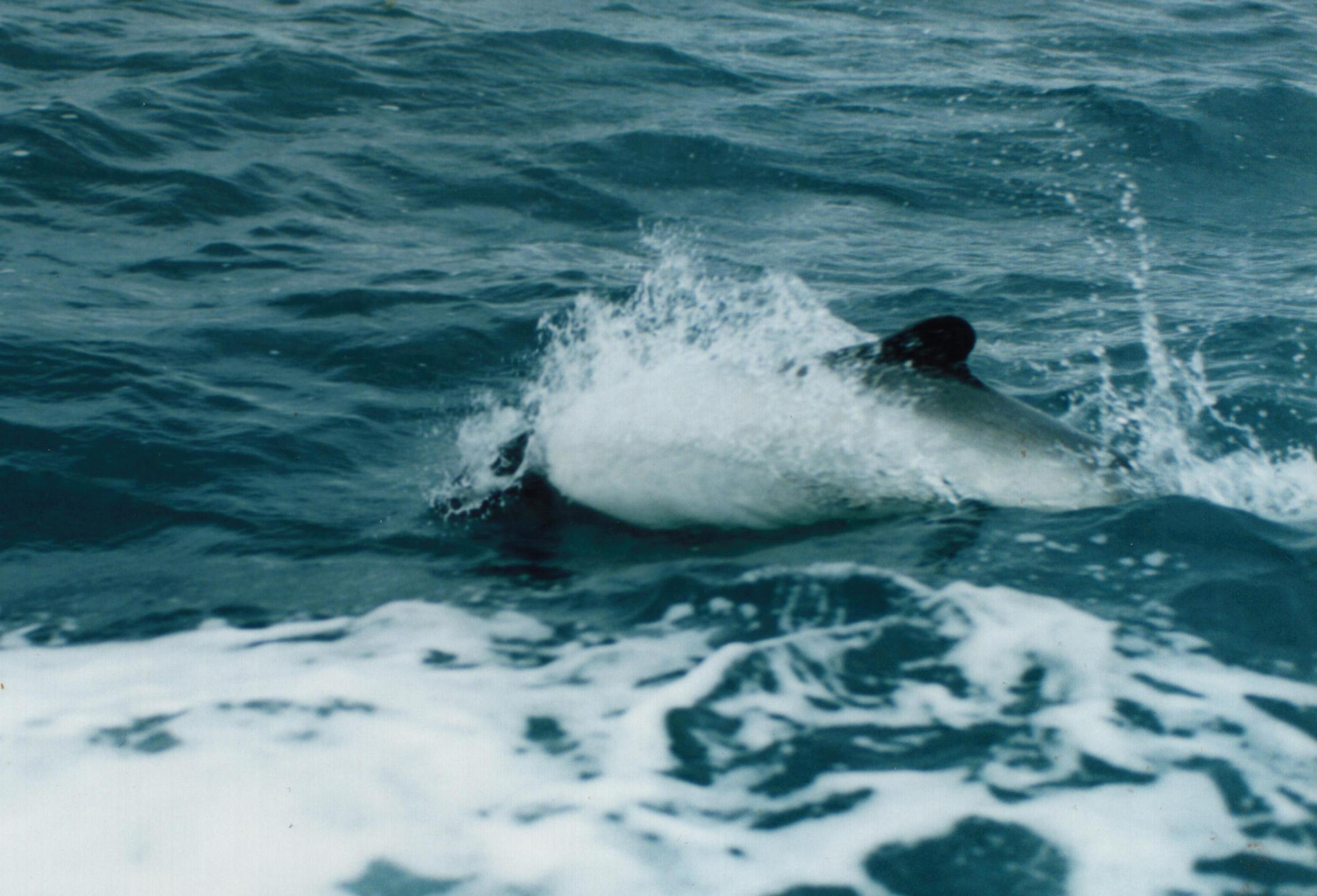
Дельфин Коммерсона

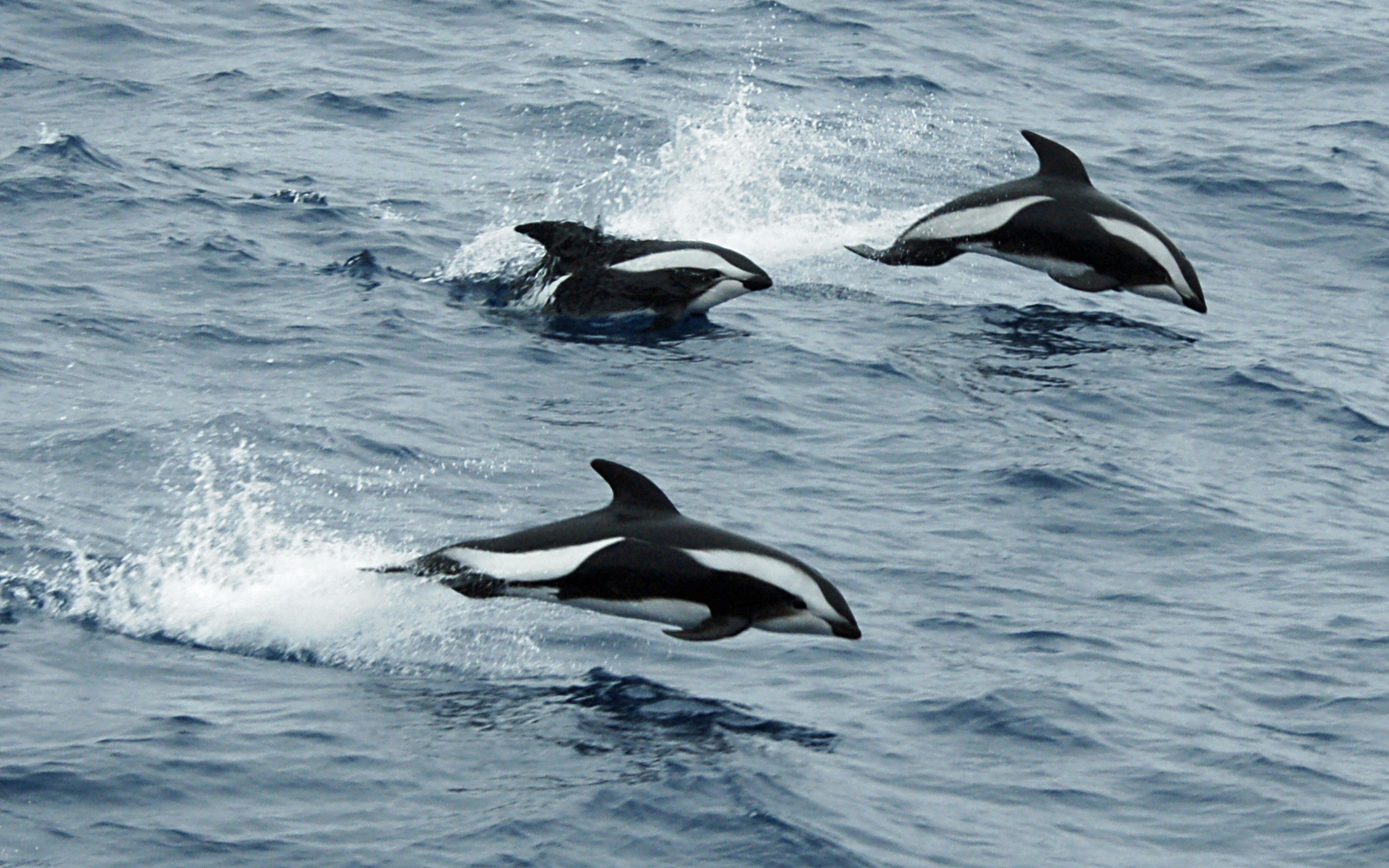
Крестовидные дельфины

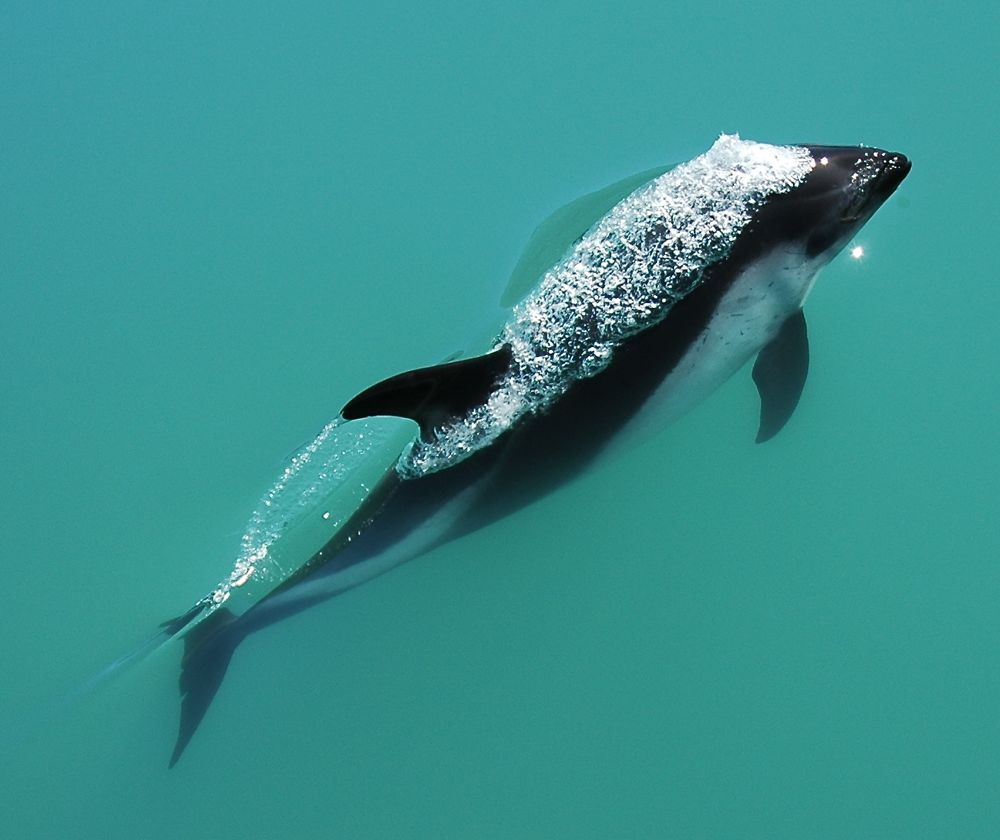
Южный белобокий дельфин

      - Южный гладкий кит, Eubalaena australis LR/cd (Еще реже в этих регионах)

  - Семейство: Полосатиковые
    - Подсемейство: Balaenopterinae
      - Род: Полосатики
        - Южный малый полосатик, Balaenoptera bonaerensis DD
        - Южный Сейвал, Balaenoptera borealis schlegelii EN
        - Южный финвал, Balaenoptera physalus quoyi EN
        - Южный Синий кит, Balaenoptera musculus intermedia EN

    - Подсемейство: Megapterinae
      - Род: Горбатые киты
        - Горбатый кит, Megaptera novaeangliae VU
- Парвотряд: Зубатые киты
  - Надсемейство: Platanistoidea
    - Семейство: Морские свиньи
      - Род: Морские свиньи
        - Очковая морская свинья, Phocoena dioptrica DD

    - Семейство: Клюворыловые
      - Род: Плавуны
        - Южный плавун, Berardius arnuxii LR/cd

      - Род: Ремнезубы
        -           - Ремнезуб Грея, Mesoplodon grayi DD

    - Семейство: Дельфиновые (морские дельфины)
      - Род: Пёстрые дельфины
        - Дельфин Коммерсона, Cephalorhynchus commersonii DD

      - Род: Короткоголовые дельфины
        - Крестовидный дельфин, Lagenorhynchus cruciger LR/lc
        - Южный белобокий дельфин, Lagenorhynchus australis DD

      - Род: Гринды
        - Обыкновенная гринда, Globicephala melas DD

      - Род: Косатки
        - Косатка Orcinus orca

#### Отряд:Хищные
- Подотряд: Собакообразные

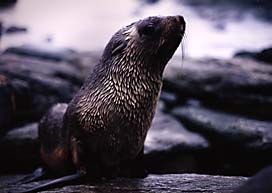
Кергеленский морской котик

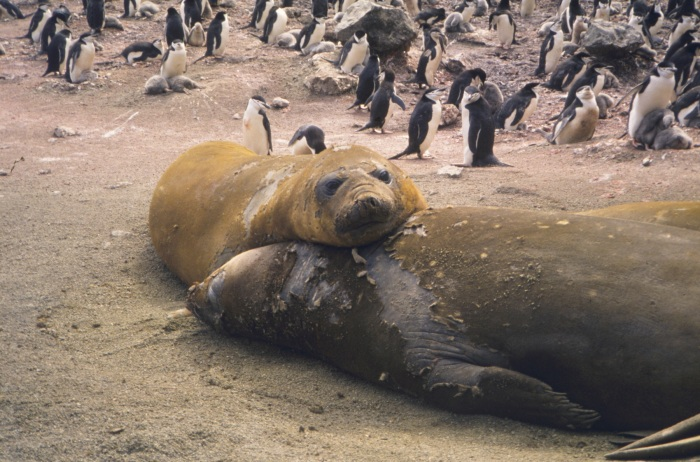
Южный морской слон

  - Семейство: Ушастые тюлени (сивучи, морские львы)
    - Род: Южные морские котики
      - Южноамериканский морской котик, Arctocephalus australis LR/lc
      - Кергеленский морской котик, Arctocephalus gazella LR/lc
      - Субтропический морской котик, Arctocephalus tropicalis LR/lc

  - Семейство: Настоящие тюлени (тюлени)
    - Род: Hydrurga
      - Морской леопард, Hydrurga leptonyx LR/lc

    - Род: Тюлени Уэддела
      - Тюлень Уэдделла, Leptonychotes weddellii LR/lc

    - Род: Крабоеды
      - Тюлень-крабоед, Lobodon carcinophagus LR/lc

    - Род: Морские слоны
      - Южный морской слон, Mirounga leonina LR/lc